# Broadway (film, 2011)
Pour les articles homonymes, voir Broadway (homonymie).
Pour plus de détails, voir Fiche technique et Distribution.
Broadway est un documentaire français réalisé par Judith Josso, sorti en 2011

## Synopsis
Dans certaines familles, il y a des questions qui ne se posent pas. Quand on est enfant, on sait juste qu'il faut se taire. Broadway, un film où tour à tour les membres d'une même famille, hauts en couleur, viennent essayer de reconstituer l'histoire d'une femme « extraordinaire » : Rosa Shäfer, leur grand-mère. S'il est "certain" que Rosa « fuit » l'Allemagne avant la Première Guerre mondiale, rien n'est sûr quant à ses motivations.

## Fiche technique
- Réalisation : Judith Josso
- Scénario : Judith Josso
- Production : Regis Noël, Les Films du Balibari [1].
- Pays d'origine :  France
- Langue : français

## Distribution
- Judith Josso : narrateur

## Distinctions
- En 2011 Sélectionné au 7e festival du film d’éducation à Evreux.
- En 2005 Sélectionné au Festival du film de famille de Saint-Ouen